# Селкуца (Димбовіца)
Селкуца (рум. Sălcuța) — село у повіті Димбовіца в Румунії. Адміністративно підпорядковане місту Тіту.
Село розташоване на відстані 46 км на північний захід від Бухареста, 32 км на південь від Тирговіште, 144 км на схід від Крайови, 112 км на південь від Брашова.

## Населення
За даними перепису населення 2002 року у селі проживали 1054 особи, усі — румуни. Усі жителі села рідною мовою назвали румунську.